# Johannes Fritzhans

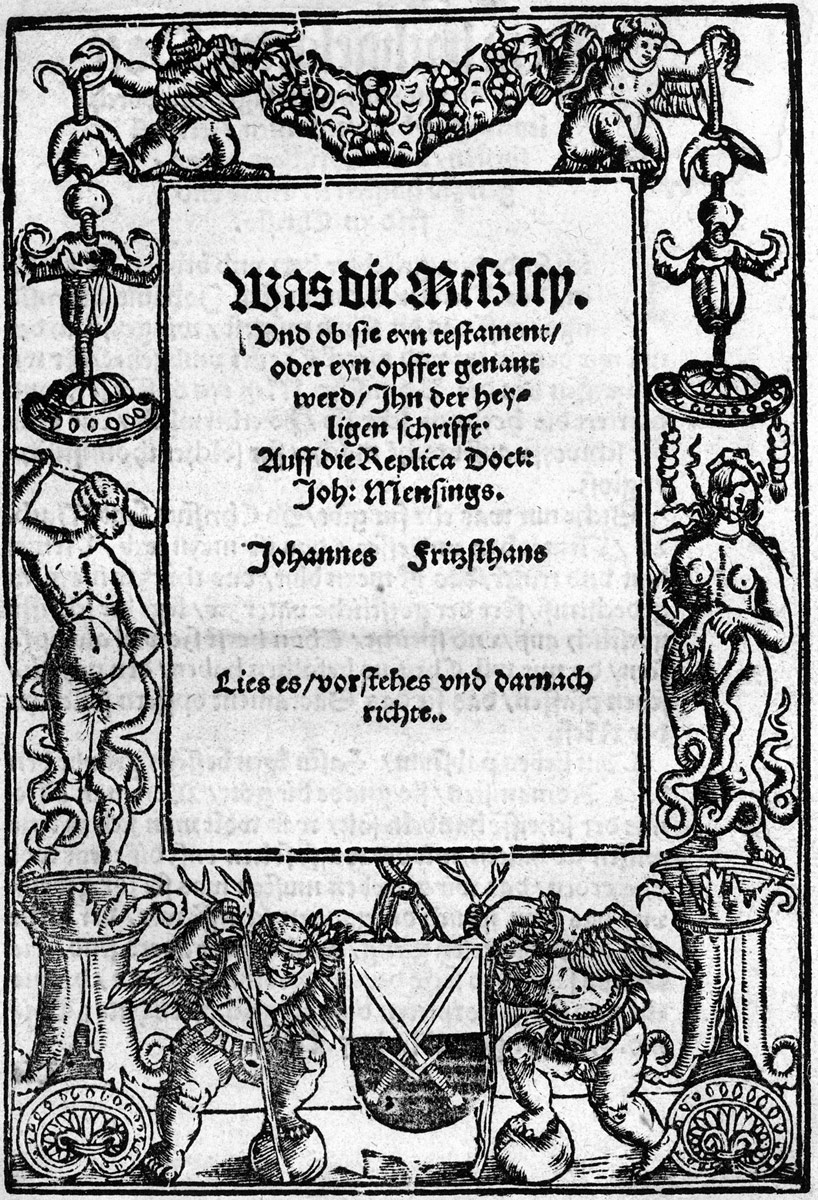
Titelblatt Was die Meß sey, Magdeburg 1527

Johannes Fritzhans (auch: Fritzehans, Fritze; * um 1480 in Magdeburg; † Anfang 1540 ebenda) war ein deutscher Franziskaner und lutherischer Prediger.

## Leben
Erstmals begegnet Fritzhans in Leipzig bei der Verteidigung seiner Ordensbrüder Seiler und Augustin von Alveldt vor Andreas Bodenstein. Er ging in seine Heimatstadt Magdeburg, wo er sich am Konvent beteiligte und sich 1523 zu den Gedanken der Reformation bekannte. 1524 floh er aus Angst vor der Rache seiner Ordensbrüder wegen einer Predigt für Martin Luther in das am Breiten Weg in Magdeburg befindliche Haus des Bürgermeisters Ludwig Alemann Zum goldenen Tempel (Breiter Weg 58). Daraufhin verließ er das Franziskanerkloster und begab sich nach Wittenberg. Hier begründete er seinen Schritt in einer erschienenen Christuspredigt und kehrte 1524 zurück in seine Heimatstadt.
Im Zuge der vorschreitenden Reformationsbewegung wurde er in Magdeburg Prädikant an der Johanniskirche und kurz darauf Pfarrer der Heilig-Geist-Kirche. Er arbeitete dort gemeinsam mit Eberhard Weidensee an der Verbreitung lutherischen Schriftguts. Als Vertreter der lutherischen Lehre wirkte er an der Ausbreitung der Reformation in Magdeburg mit.